# Diecéze Noto
Diecéze Noto (latinsky Dioecesis Netensis) je římskokatolická diecéze na italské Sicílii, která tvoří součást Církevní oblasti Sicílie. Je sufragánní vůči arcidiecézi syrakuské.

## Stručná historie
Diecéze Noto vznikla v roce 1844 vyčleněním z arcidiecéze syrakuské, a proto také vůči ní byla sufragánní. 